# Trädet
Trädet est une localité de Suède située dans la commune d'Ulricehamn du comté de Västra Götaland. Elle couvre une superficie de 0,55 km2. En 2010, elle compte 277 habitants.